# Hervormde kerk (Kubaard)
De hervormde kerk van Kubaard is een kerkgebouw in de gemeente Súdwest-Fryslân in de Nederlandse provincie Friesland.

## Beschrijving
De muren van de eenbeukige kerk werden in 1874 bepleisterd. In 1885 werd de middeleeuwse zadeldaktoren vervangen door een toren met een spits. Van de twee klokken is er één klok uit 1677 die gegoten is door Petrus Overney. De kerk is een rijksmonument. De kerk was gedateerd uit de 15e eeuw en was oorspronkelijk gewijd aan de Sint-Victor. Tijdens restauratiewerkzaamheden werd onder de pleisterlaag tufsteen ontdekt, zodat de kerk waarschijnlijk al in de 13e eeuw werd gebouwd. Ook kwam er een afbeelding van de heilige Christoffel tevoorschijn.
De kerk heeft een houten tongewelf. Tot het interieur behoren twee herenbanken en een preekstoel uit de 17e eeuw. Het orgel uit 1856 is gemaakt door Willem Hardorff, als eerste in een lange reeks (Opus 1).

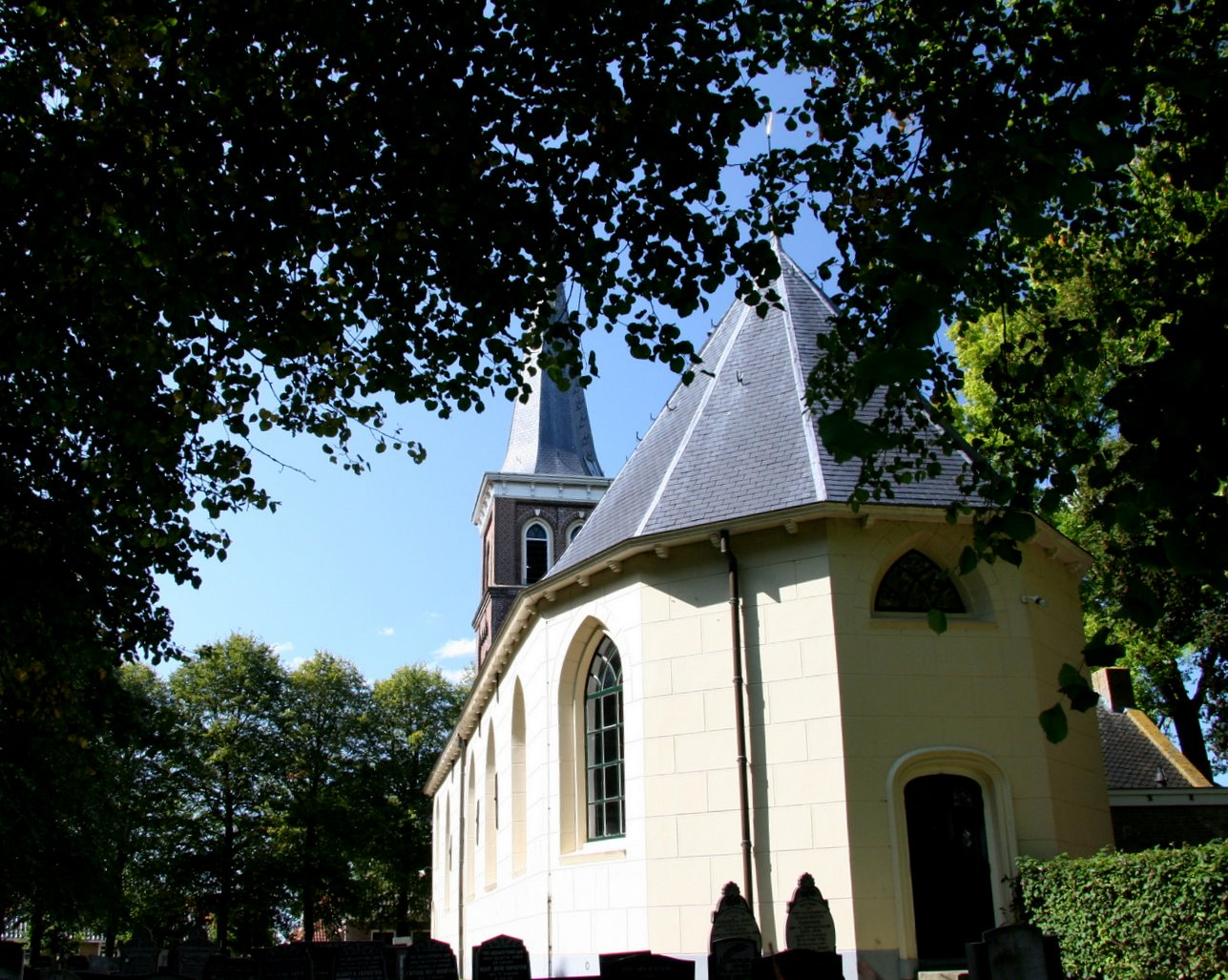
Kerk (oostzijde)
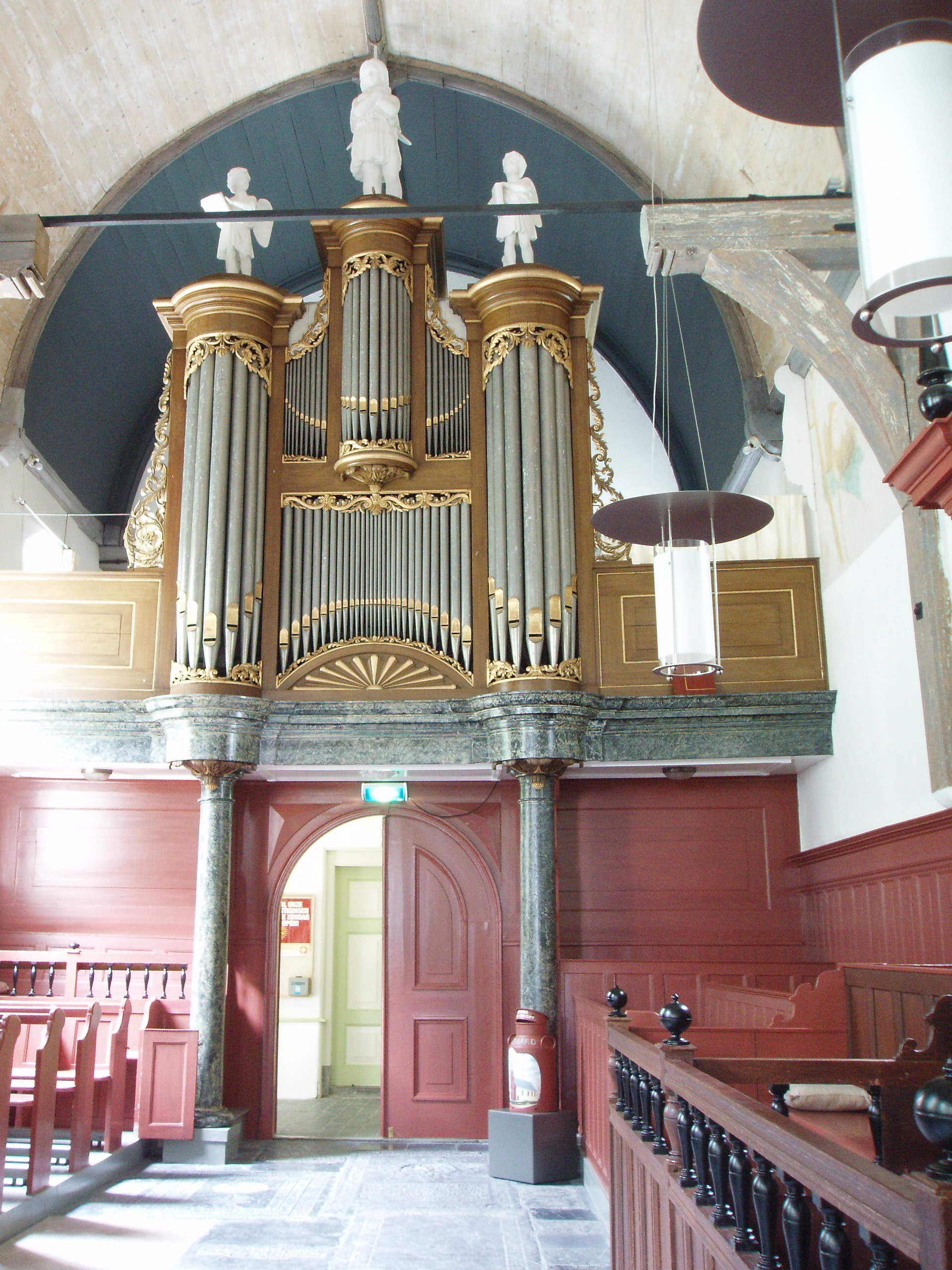
Orgel